# Juan José Serrizuela
Juan José Serrizuela (Avellaneda, 25 de gener de 1977) és un exfutbolista argentí, que ocupava la posició de migcampista. Va desenvolupar la major part de la seua carrera al seu país, tot i que també va militar al RCD Mallorca i al Libertad paraguaià.
Va destacar sobretot al CA Lanús, club en el qual va militar entre 1993 i 2000, i el 2004, i amb qui va guanyar la Conmebol de 1996. També s'ha imposat al Clausura 2001 i a l'Apertura 2002.

## Equips
- 93/00 Lanús
- 00/01 RCD Mallorca
- 01/02 San Lorenzo de Almagro
- 02/03 Independiente de Avellaneda
- 2004 Lanús
- 2005 Gimnasia y Esgrima de Jujuy
- 2005 Club Libertad
- 2006 Quilmes
- 06/07 Belgrano
- 07/08 Unión de Santa Fe
- 08/... Talleres de Córdoba